# Lotus (musikgrupp)
Lotus var ett rockband från Malmö.
Lotus var ett instrumentalband som bildades ur Asoka, men med ett helt annat sound. Det självbetitlade debutalbumet Lotus (1975, SMA 3001) innehåller progressiv rock. Larsson, Berggrensson and Öfverbeck lämnade bandet efter det första albumet och med de nya medlemmarna Allgulander och Nyberg blev det andra albumet Vera O'Flera (1975, SMA 3016) mer orienterat åt jazzrock. Nyberg spelade senare med Mikael Wiehe och Nationalteatern. Lindvall spelade också med Wiehe och blev senare medlem i Tolvan Big Band. Ericsson hade tidigare spelat med det psykedeliska 1960-talsbandet Taste of Blues. De båda albumen av Lotus har senare återutgivits på CD av Mellotronen.

## Medlemmar
- Anders "Chico" Lindvall – gitarr
- Robert Larsson – gitarr
- Claes Ericsson – keyboard
- Stefan Berggrensson – basgitarr
- Henning Öfverbeck – trummor
- Jerker Allgulander – basgitarr
- Håkan Nyberg – trummor

## Diskografi
Studioalbum
- 1974 – Lotus (LP, återutgiven på CD 2002)[1][2]
- 1976 – Vera O'Flera (LP, återutgiven på CD 2004)[3][4]